# Каменец (град)
Вижте пояснителната страница за други значения на Каменец.
Каменец (на беларуски: Камянец; на руски: Каменец) е град в Беларус, административен център на Каменецки район, Брестка област. Населението на града е 8360 души (по приблизителна оценка от 1 януари 2018 г.).

## История
Селището е основано през 1276 година.